# 不思議のダンジョン 風来のシレン6 とぐろ島探検録
『不思議のダンジョン 風来のシレン6 とぐろ島探検録』（ふしぎのダンジョン ふうらいのシレンシックス とぐろじまたんけんろく、Shiren the Wanderer: The Mystery Dungeon of Serpentcoil Island）は、スパイク・チュンソフトより2024年1月25日に発売されたNintendo Switch用ローグライクゲーム。不思議のダンジョンシリーズの1つ。

## 概要
2023年9月14日に配信された「Nintendo Direct 2023.9.14」で制作と発売日が発表された。
時系列としては『風来のシレンGB 月影村の怪物』から数か月後の話である。
その後、有料ダウンロードコンテンツ「plusパック」が発売（前編は2024年9月5日，後編は同年10月31日配信）。プレイアブルキャラ（コッパ、アスカ）や新たなダンジョンが追加されている。

## ストーリー
月影村の問題を解決してから数か月後、シレンは相棒のコッパとともに放浪の旅を続けていた。
世間ではとぐろ島という内海の小島の奥には巨大な怪物がいて腹の中には財宝が眠っていると噂されており、多くの冒険者がとぐろ島に集まっていた。
ある日シレンとコッパはとぐろ島の怪物ジャカクーの腹の中で助けを叫ぶ少女の夢を見て、とぐろ島を目指す。
とぐろ島のある内海へ向かう道中の民は旱魃に悩まされており、聞けばこの辺りには、太陽を隠す雲に怒った日照りの神狐渇（コカツ）が雲を引き裂いてしまったという、「遮激伝説」というものが伝わっているという。
とぐろ島のダンジョンを踏破したシレンたちがジャカクーを倒すと、とぐろ島が浮きあがり、雨や大判小判を撒き散らしながら移動し始める。
ジャカクーに封じ込められていた少女は竜海（たつみ）という水の神で、とぐろ島そのものでもあるという。
竜海はかつて、狐渇と争いになり敗れたのち、1000年ほど体を休めていたが、そろそろ回復したかというときに、狐渇の作ったジャカクーに封じ込められたのだと言う。
海賊の宝自体は島に隠されているものの、ジャカクーの腹にあるというのは竜海の流したデマであり、シレンたちの夢に現れたのは、旅の神クロンの風に触れて知った、彼らのこばみ谷や月影村での活躍を見込んでのことであった。
竜海が狐渇そのものでもある砂丘の真上にとぐろ島を向かわせ、シレンたちに狐渇への仕返しをするよう依頼する。
シレンたちは仮にも神である狐渇を懲らしめるというのに賛同できず、ひとまず話し合いのために砂丘の奥地へ向かうが、狐渇は聞く耳を持たず襲いかかってくる。
シレンが狐渇を倒し大人しくさせると、狐渇は少年の姿となる。じつは竜海と狐渇は姉弟であり、どちらも神としてはまだ幼かった。
狐渇が竜海を襲ったのは、竜海が長雨で人々を苦しめていると思い込み、太陽が照れば人々が喜ぶと考えてのことだったが、竜海が封じ込められてからは旱魃が続いており、狐渇がシレンに懲らしめられたことで弱まると、今度はとぐろ島が豪雨を降らせ始める。
2柱の神がバランスをとることが肝要だと察したコッパは、狐渇と竜海に話し合いの場を持たせるべく竜海のもとへ向かうこととなり、狐渇もシレンと合体する形で同行する。
やはり竜海も十分に話を聞いてくれず、水龍の姿となった彼女と戦うことになるが、鎮められた竜海に狐渇が謝罪し、お互いを尊重することを学んだ彼らは仲直りをする。
一件落着とみたシレンたちは次の冒険に旅立とうとするが、浮き上がったとぐろ島はすぐには着水できないということで、しばらく島での冒険を続けるのであった。

## システム
デッ怪
通常のモンスターに比べ、桁違いにサイズの大きな種類。「デッ怪ホール」と呼ばれる穴から出現し、鈍足でフロアを徘徊する。一定時間経過すると出現フロアが変化する。通常のモンスターと異なり、前方三方向と左右には攻撃が全く効かず、後方からのみの攻撃が有効となる。フロア内の部屋を全て探索すると消滅し、ホールがあった場所にアイテムを落とす。
ドスコイ状態
満腹度が150以上になると「ドスコイ状態」となる。
ドスコイ状態の間はHPと攻撃力が上昇、罠を踏んでも無効化され、破壊する。また、通常攻撃で壁を掘れるようになり、アイテムやモンスターの効果による移動が発動しなくなる。
満腹度の減りが早くなり、120未満になると元の状態に戻り、最大満腹度が5下がる。
風来救助
HPが0になって倒れた場合でも他のプレイヤーに救助してもらうことが1度の冒険で3回までできる。ただし一部のダンジョンでは風来救助は不可となっている。
風来救助を行うとインターネットを通じて救助掲示板に登録され、他のプレイヤーはメニュー画面の救助メニューから救助掲示板を参照することで救助が行なえる。
Switchのフレンドや、8桁のIDをSNSなどを通じて共有することで、特定の人物の救助を行うこともできる。
また、自分自身を救助に行く「自分救助」も可能。
他者の救助を行うと、救助したダンジョン・階層や救助時の所持アイテム・金額に応じて「奥義ポイント」が溜まる。これを消費することで救助が容易になる「救助の奥義」をセットすることもできる。自分救助では奥義ポイントは溜まらないが、奥義をセットすることは可能。
パラレルプレイ
ダンジョンを攻略中に任意のタイミングでメニューから「パラレルデータ作成」を選択することでインターネットを通じてセーブデータが登録され、他のプレイヤーはメニュー画面からパラレルデータを検索してその続きから冒険を始めることができる。

## 登場キャラクター
アスカ
とぐろ島には桃まんを求めて訪れた。専用シナリオを進めることでダンジョン内に登場し、仲間となってくれる。投げ当てられた武器、盾を装備できる。
ヒビキ
アカシャチ海賊団の頭。仲間になると丸薬を投げ、シレンのHP回復やモンスターの状態異常などで支援をしてくれる。
海賊デブータ
アカシャチ海賊団の船員。仲間になるとデブータの石を投げて遠隔から攻撃を行う。
トゥガイ
黒鮫海賊団の頭。仲間になるとたまに攻撃が会心の一撃となるほか、シレンのHPが少ない場合にモンスターからの攻撃を庇ってくれる。
セキ
抜け忍の集団を率いる娘。旅仲間としては、モンスターに攻撃した際、後ろに移動できる空間があればそちらに移動する。倍速で移動することもできる。
ジャカクー
とぐろ島のボス。
魃の化身
魃の砂丘のボス。
水龍の化身
水龍の洞窟のボス。
マダラ
ヤマカガシ峠のボス。

## ダンジョン

### ストーリー進行ダンジョン
とぐろ島
とぐろ島の拠点となる宿場浜を出て挑む全31階のダンジョン。31階では怪物ジャカクーに挑む。ストーリーの進行上、必ず2回攻略することとなる。
魃の砂丘
狐渇の潜む全30階のダンジョン。30階では狐渇の戦闘形態である、魃の化身に挑む。
水龍の洞窟
竜海のもとへ向かう、全20階のダンジョン。初回は装備ができないなど、制約のある代わりに様々な技が使える特別なシレンで挑み、20階では水龍の化身に挑む。

### ストーリー外のダンジョン
いずれもストーリー上必ずしも通過する必要はないが、経験値豊富なモンスターや特殊なアイテムなど、冒険に役立つ様々な恩恵を得ることのできる裏ルートとなっている。なお、いずれのダンジョンもある程度階層を進むと青い階段が登場し、そこから任意に本来のルートへ合流することも可能。
忍び道
忍び関連のイベントを進めていくと入ることができるようになる全6階のダンジョン。「忍者の隠れ里」に入口があり、最終的に小さな港に抜け出る。どうくつマムルが出現するため、レベル上げに適している。
幽霊船
「小さな港」から行くことのできる全7階のダンジョン。最終的に桟橋の浜辺に抜け出る。敵の種類こそ多くないものの、序盤からカラクロイドや地獄の使者といった倍速で移動するモンスターに加え、隔回でデッ怪が出現する。
黄金街道
「宿場浜」にいるカクサク絡みのイベントをこなしていくと入れるようになる全6階のダンジョン。最終的に「蛇頭山高層」（29階）に抜け出る。氷壁集落が入口。レアな神器が多数落ちているため、武器の素材集めに有効。

### クリア後ダンジョン
ヤマカガシ峠
忍び関連のイベントを進めていくと入ることができるダンジョン。全25階（ボスフロア含む）。「忍者の隠れ里」にある、かやぶき屋敷内の右手壁の隠し扉から向かうことが可能。落ちているあらゆるアイテムが未識別。セキの宿敵であるマダラ忍軍の長・マダラのもとに向かったセキを救出するために潜ることとなる。なお、このイベントが発生すると、一度このダンジョンをクリアするまでセキがとぐろ島に現れなくなる。
鬼木島
海賊関連のイベントを進めていくと行くことができるようになるダンジョン。全25階。全てのアイテムが未識別だが、「推測の修験道」と同様、名前の候補は3択で表示される。「小さな港」から出発できる。お宝の情報を掴み、鬼木島へと向かったトゥガイと、彼を心配し後を追いかけたヒビキを救出するべく潜ることとなる。なお、このイベントが発生すると、一度このダンジョンをクリアするまでトゥガイとヒビキがとぐろ島に現れなくなる。
推測の修験道
「絶景の岩間」にいる修験者の会話を聞くと入ることができるダンジョン。全20階。あらゆる道具が未識別の状態であるが、拾った道具の名前が3択で表示されるため、この手がかりを駆使して攻略する形となる。
桃まんダンジョン
桃まん関連のイベントを進めていくと、「宿場浜」入口から行くことができるようになるダンジョン。全25階。「桃まん棒」を装備した状態でスタートし、倒したモンスターを桃まんに変えながら攻略していくこととなる。
ドスコイダンジョン
「小さな港」の宿屋「ゆうなぎ」で会話イベントを聞くと入ることができるダンジョン。全20階。「ゆうなぎ」の厨房が入口となっている。序盤から強敵が登場するため、ちゃんこおにぎりを駆使してドスコイ状態で進むことが求められる。
カカ・ルーの神意
「蛇頭山入口」付近にある地蔵を調べると入れるようになるダンジョン。全10階。フロア内では最初から罠が見える代わりにシレンだけでなく、モンスターも罠にかかるため、上手くモンスターを罠に誘導する立ち回りが求められる。
罠師の抜け道
「氷壁集落」の宿屋にある木彫りのタイガーウッホ像を調べると行けるようになる、シリーズ恒例の罠師のダンジョン。全20階。「罠師の腕輪」を装備した状態でスタートし、モンスターを罠にはめながら攻略することが求められる。
仕掛けの修験道
「海底修験場」の地霊堂にある祠を調べると行けるようになるダンジョン。全20階。大砲やボヨヨン壁、水路といった、フロア内にある仕掛けを活用した攻略が求められる。
買い物上手の修験道
「海底修験場」にある井戸を調べると入れるようになるダンジョン。全40階。落ちているアイテムがギタンのみである代わりに、各フロアにほぼ必ず店が存在するため、買い物によって必要なアイテムを揃えながら攻略することが求められる。
神器の海廊
「絶景の岩間」の海側を調べると行けるようになるダンジョン。全15階。ダンジョン内には神器がたくさん落ちており、基本的にそれらを駆使して攻略していくこととなるものの、最後までクリアしたとしても拾った神器を持ち帰ることはできない。その代わり、報酬として金の神器を一つだけ手に入れることができる。
デッ怪ラッシュ
「火吹き山山頂」にいるドラゴンに話しかけると行くことができるようになるダンジョン。全30階。ドラゴンの娘のヒーポフを救出するべく、デッ怪がうごめくダンジョンに潜ることとなる。
杖と巻物の領域
「魃の砂丘」クリア後に「小さな港」の灯籠を調べると行けるようになるダンジョン。全20階。落ちているアイテムが基本的に杖と巻物のみであるため、時折拾う「白紙の巻物」などを駆使して状況に応じた攻略が求められてくる。
無双の島
「水龍の洞窟」クリア後に「宿場浜」の砂浜にある小舟を調べると行けるようになるダンジョン。全50階。持ち込み可能ダンジョンの中では最難関。
とぐろ島の神髄
「水龍の洞窟」までのメインストーリーを全てクリアすると行くことができるようになる、シリーズ定番のもっと不思議のダンジョン。火吹き山の火口が入り口。全99階。あらゆる道具が未識別であることはもちろんのこと、今までのダンジョンで培った全ての知識が試される。